# Pjegavovrati tinamu
Pjegavovrati tinamu  (lat. Nothura minor) je vrsta ptice iz roda Nothura iz reda tinamuovki. Živi u nizinskim suhim staništima u suptropskim i tropskim područjima jugoistočnog dijela Južne Amerike.
Dug je oko 18-19.5 centimetara. Mužjak je težak 158-174 grama, a ženka je teška oko 158 grama. Riđe je boje s kestenjastom kukmom i žućkastim pjegama. Lice je smećkasto-žute boje, a grlo je tamno-smeđe. Noge su žute, a kljun je crne boje. Šarenica je također smeđe boje.
Vjerojatno se gnijezdi između listopada i veljače.

## Vanjske poveznice
|  | Zajednički poslužitelj ima još gradiva o temi Nothura minor |
|  | Wikivrste imaju podatke o taksonu Nothura minor             |